# Колона Сигізмунда
52°14′50″ пн. ш. 21°00′48″ сх. д. / 52.247308333333° пн. ш. 21.013416666667° сх. д.

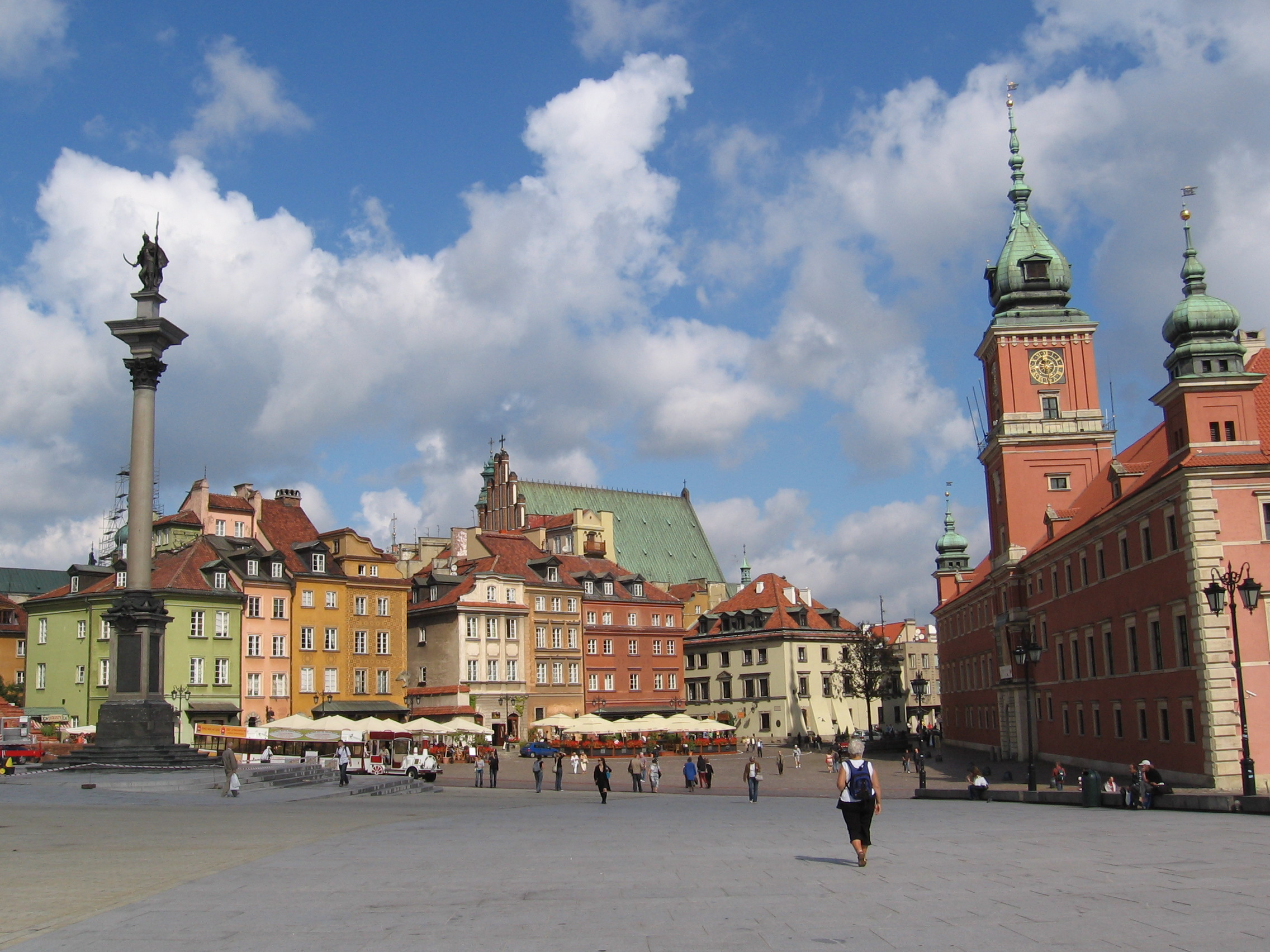
Розташування Колони короля Сигізмунда на замковій площі.

Колона короля Сигізмунда (пол. Kolumna Zygmunta III Wazy, Kolumna Zygmuntowska) — пам'ятник королю Сигізмунду III Вазі на площі перед Королівським палацом у Варшаві. Колона Сигізмунда є найстарішим світським пам'ятником у Варшаві.
Стовп встановлений в 1643–1644 роках як дарунок короля Владислава IV на честь його батька (проєкт — Августин Лоччі і Констатіно Тенкалла). Прообразом послужила Марійська колона перед базилікою Санта Марія Маджоре в Римі.
Статуя, створена Клементе Моллі і відлита з бронзи королівським ливарником Данилом Тимом, зображує короля в лицарських обладунках, який тримає у правиці криву шаблю, а лівою рукою спирається на хрест.
Стовбур колони, спочатку виготовлений з м'якого конгломерату, був у 1885–1887 роках замінений стовбуром із граніту. Під час Варшавського повстання 1944 колона була повалена. При відтворенні в 1949 році був виготовлений новий стовбур із граніту, доставленого зі Стшеґомського кар'єру в Сілезії. Урочисте відкриття реконструйованого пам'ятника відбулося 22 липня 1949 року.

## Напис
HONORI·ET·PIETATI

SACRAM·STATVAM·HANC·SIGISMVNDO·III·VLADISLAVS·IV

NATURA·AMORE·GENIO·FILIVS

ELECTIONE·SERIE·FELICITATE·SVCCESSOR

VOTO·ANIMO·CVLTV·GRATVS

PATRI·PATRIAE·PARENTI·OPT: MER: ANNO·DNI·MDCXLIII
PONI·IVSSIT·CVI·IAM

GLORIA·TROPHEVM·POSTERITAS·GRATITVDINEM

AETERNITAS·MONVMENTVM·POSVIT·AVT·DEBET

Напис на бронзовій дошці внизу колони: 

"Король Сигізмунд III, в силу вільних виборів король Польщі, в силу спадщини, правонаступництва та закону - король Швеції, в любові до миру та слави перший серед королів, у війні та перемогах нікому не поступаючись, брав полонених московських вождів, завоював столицю і землі Москви, переміг військо, повернув Смоленськ, розбив владу Туреччини під Хотином, правив сорок чотири роки, сорок четвертий король у черзі."

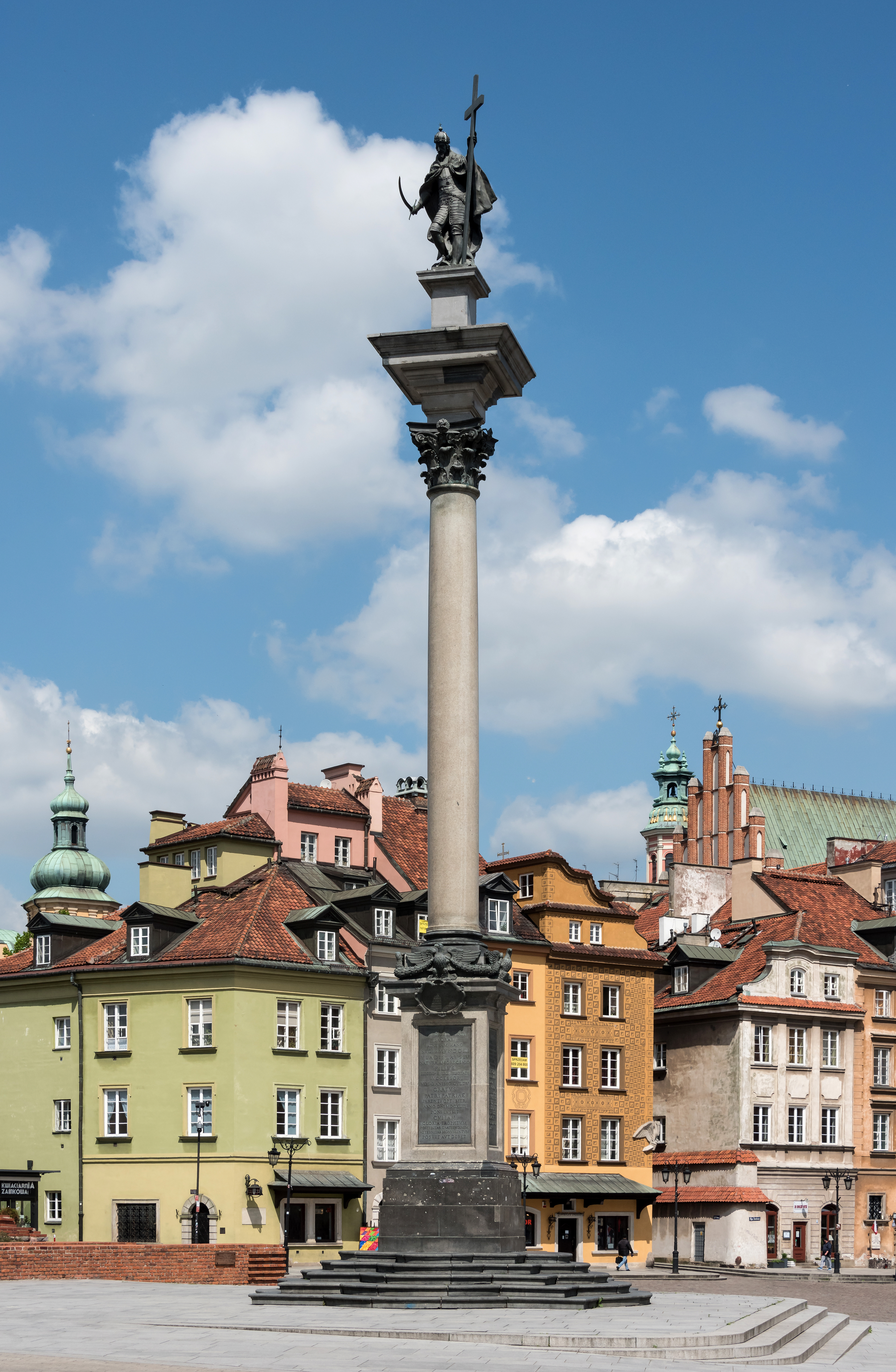
Пам'ятник
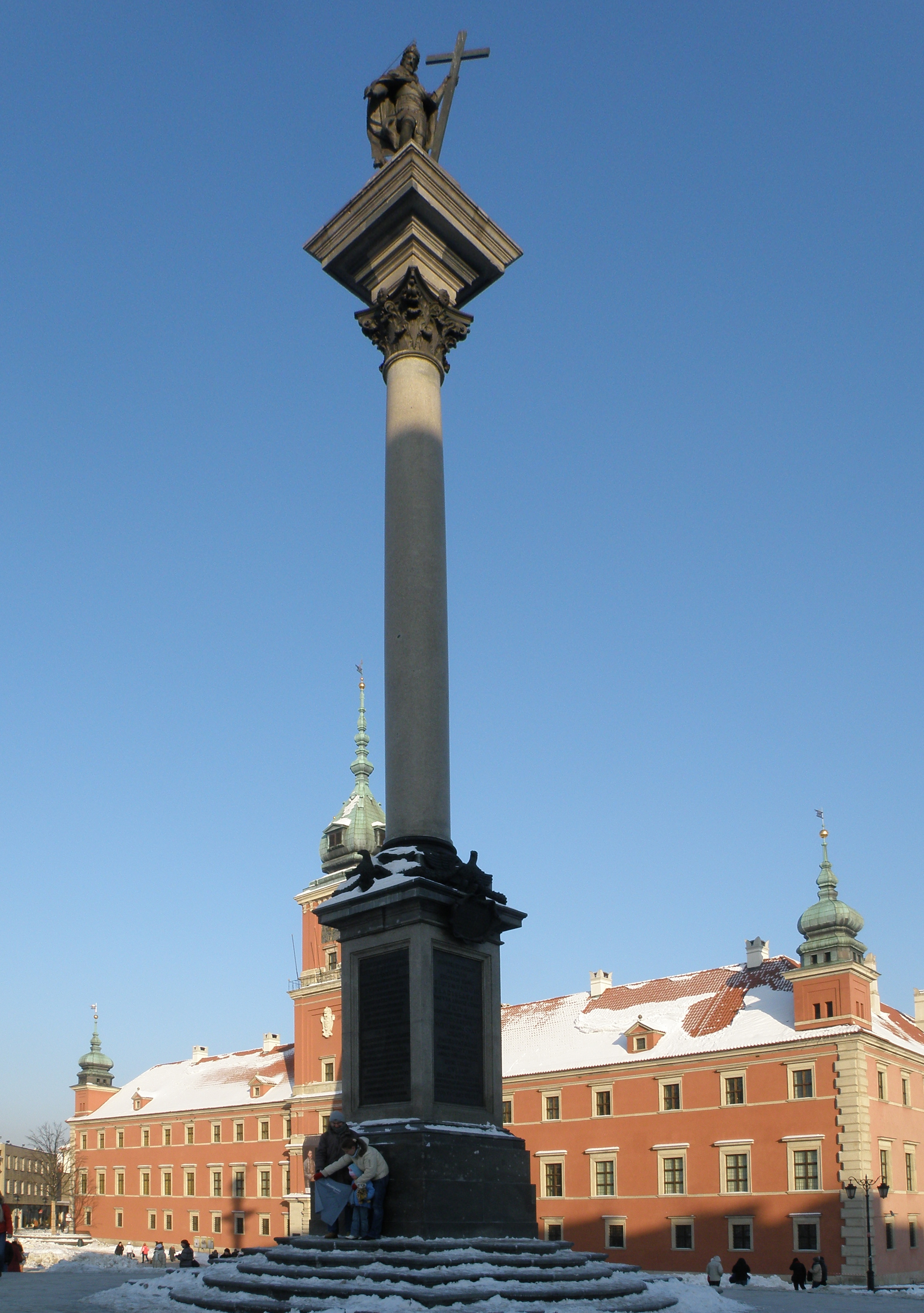
Колона на тлі Королівського замку
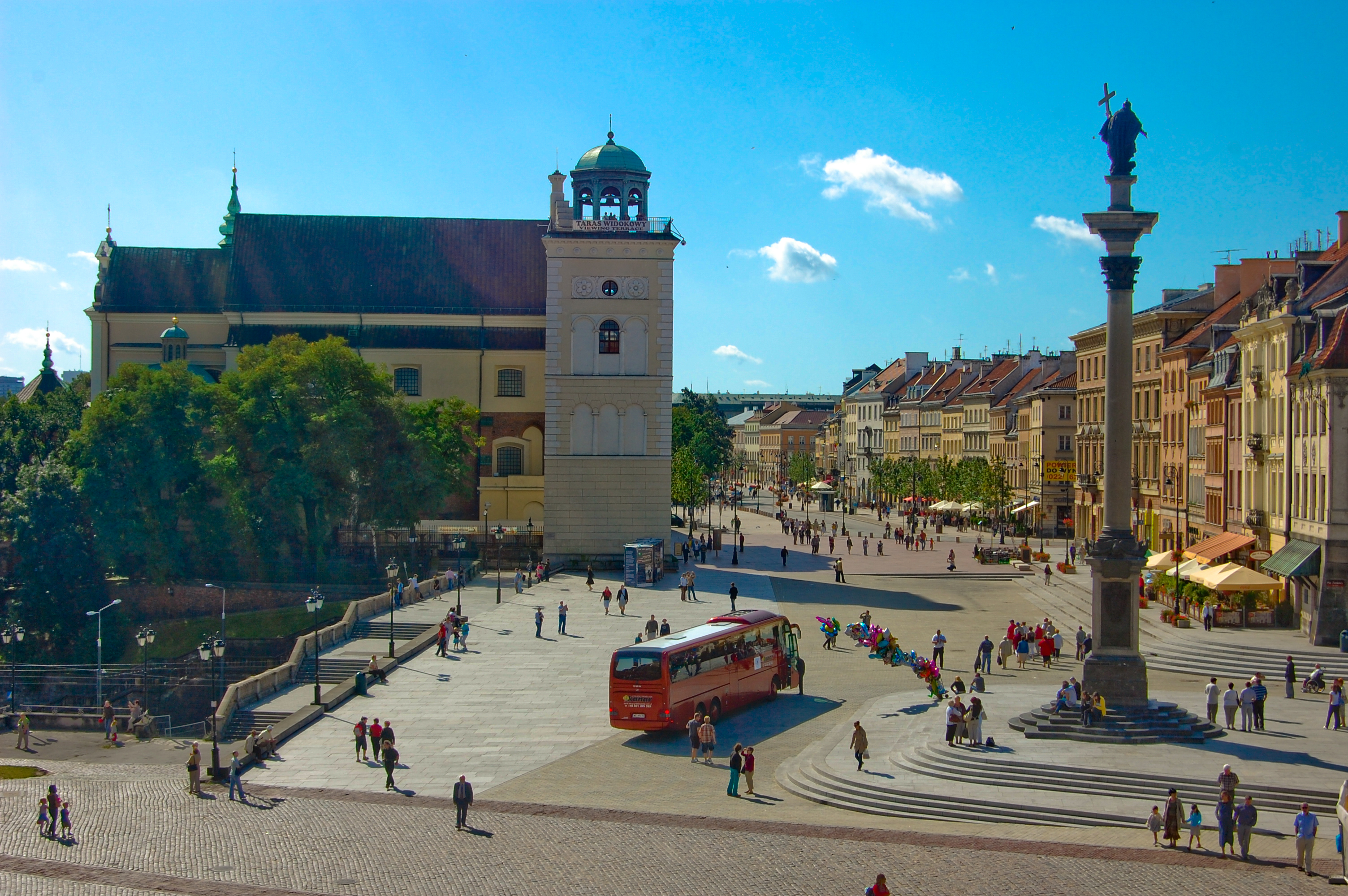
Пам'ятник на Замковій площі
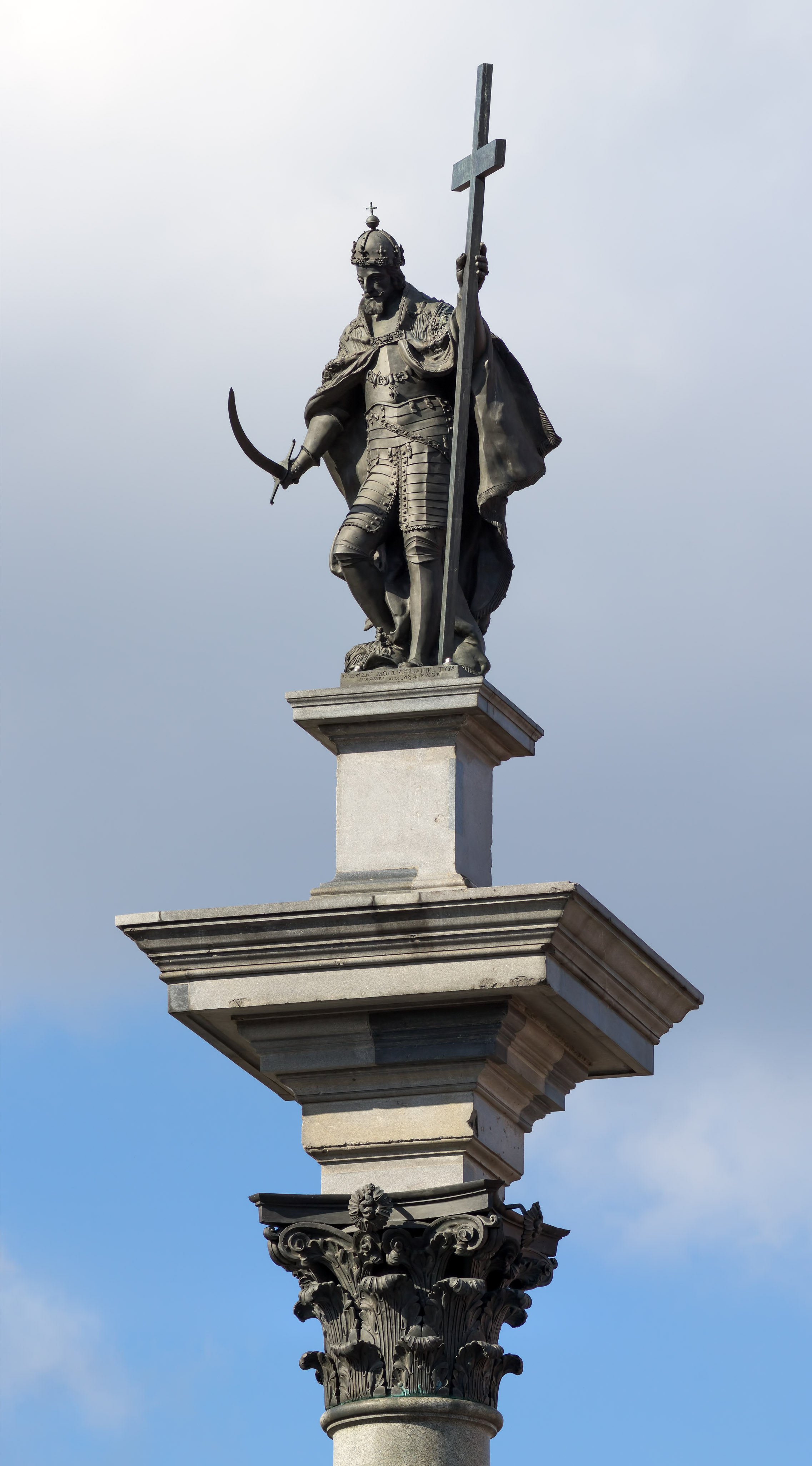
Статуя короля Сигізмунда III
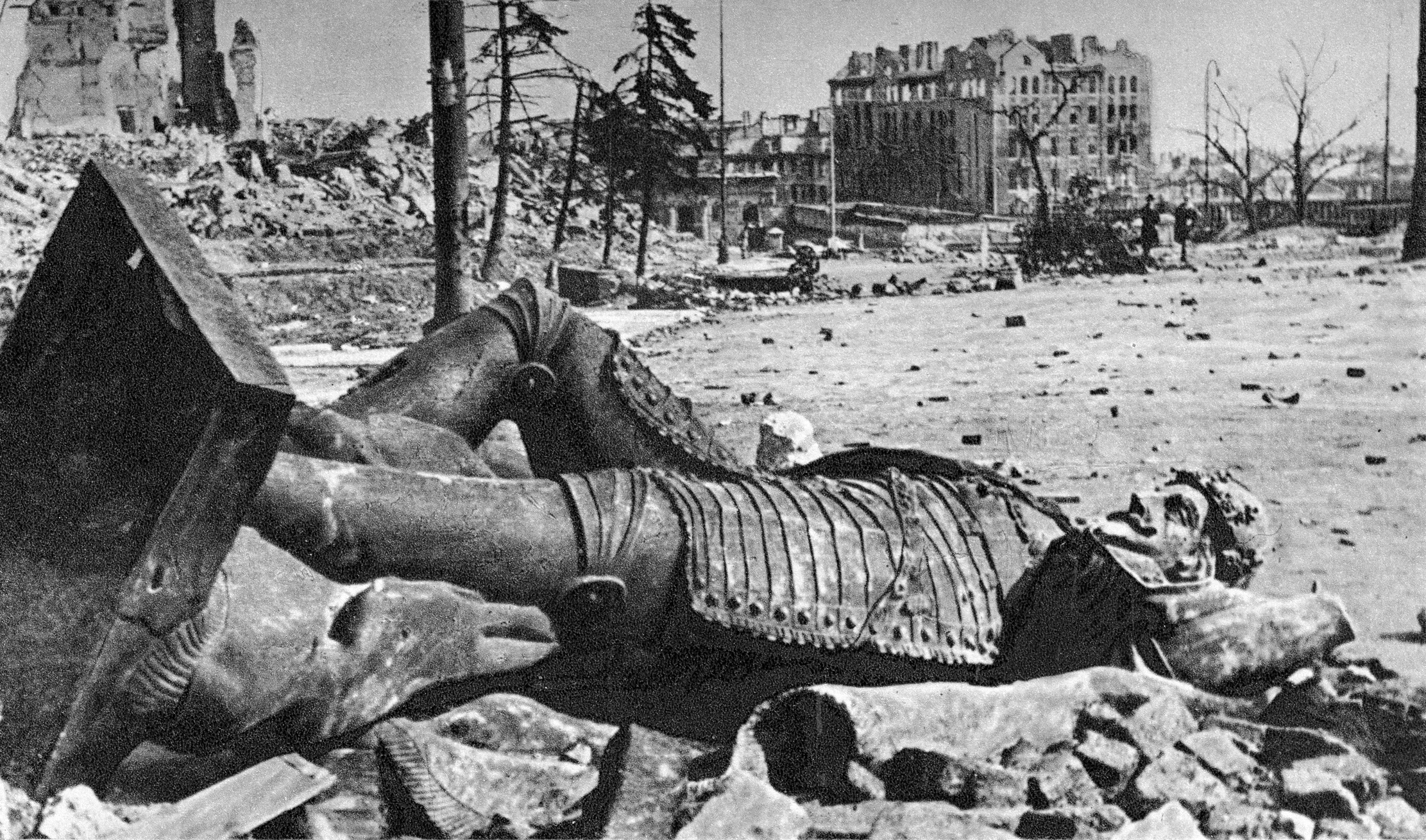
Статуя короля Сигізмунда III в 1945 році